# بنك الشعب الصيني

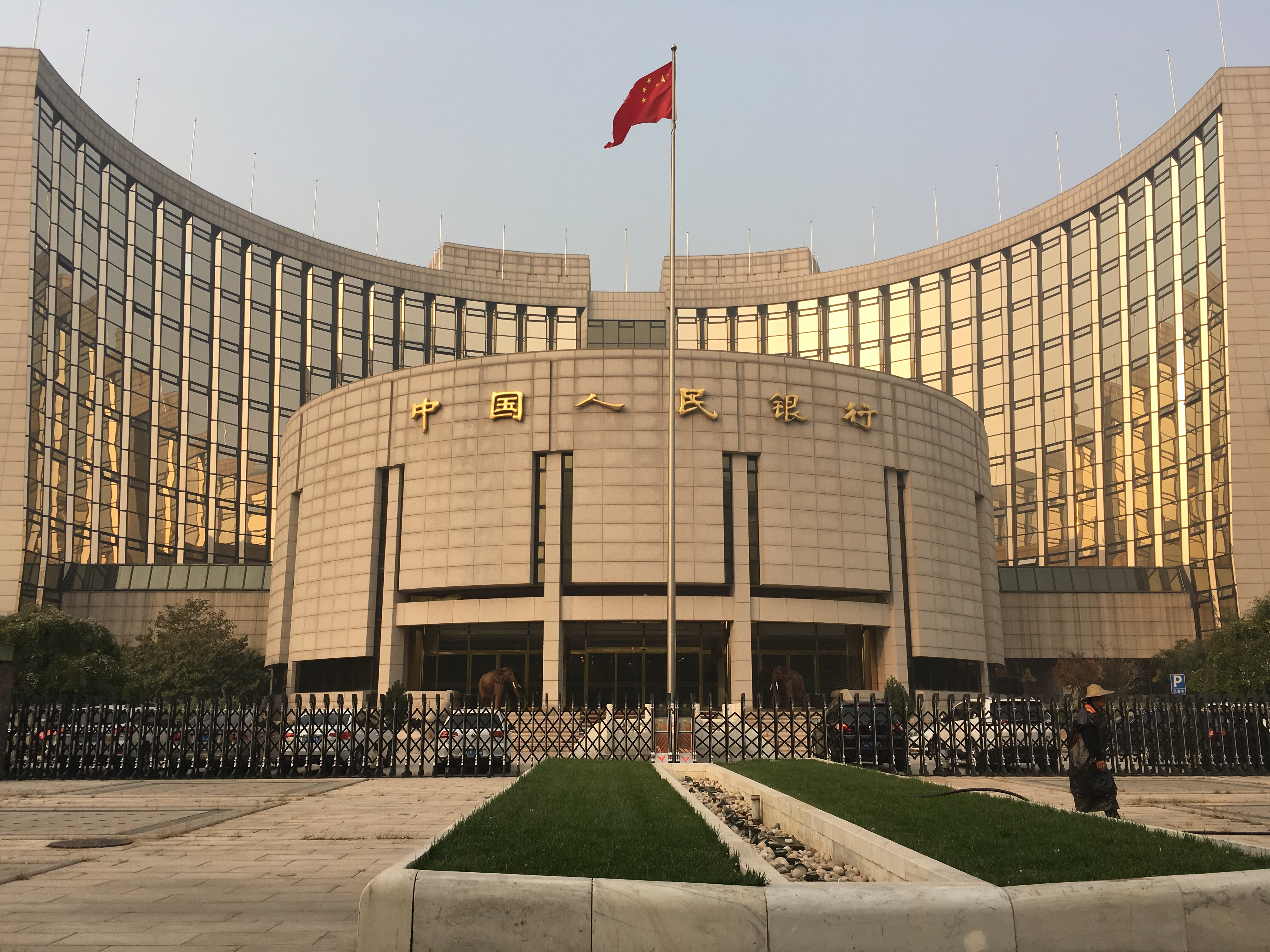

بنك الشعب الصيني (PBC or PBOC, (بالصينية: 中国人民银行)؛ (بالإنجليزية: People's Bank of China)) هو البنك المركزي لجمهورية الصين الشعبية الذي له سلطة التحكم والتنظيم على الهيئات المالية في الصين. ويملك بنك الصين الشعبي من الأصول المالية أكثر من أي هيئة عامة منفردة، ويأتي ثانياً فقط بعد نظام الاحتياط الفدرالي بالولايات المتحدة من حيث الأصول الإجمالية للبنوك المركزية.

## سعر الفائدة
سابقاً، كان البنك يحدد سعر الفائدة دائماً ليقبل القسمة على تسعة، بدلاً من 25 مثل باقي العالم. إلا أنه لم يعد يفعل ذلك، إذ بدأ البنك المركزي في تغييرات سعر الفائدة بنسب 0.25 نقطة مئوية في 19 أكتوبر 2010 (والذي كان زيادة في سعر الفائدة).

## وصلات خارجية
- بنك الشعب الصيني على موقع الموسوعة البريطانية (الإنجليزية)